# Corentin Fila
Pour les articles homonymes, voir Fila (homonymie).
Corentin Fila est un acteur français, né le 28 septembre 1988 à Paris.

## Biographie
Corentin Pierre-Jean Batetana Fila naît le 28 septembre 1988 dans le 14e arrondissement de Paris,, d'une institutrice spécialisée française et du réalisateur franco-congolais David-Pierre Fila.
Il obtient une licence d'économie à Paris-Descartes, tout en faisant du mannequinat.
À 23 ans, il ressent un choc à la vue de The Suit, une pièce de Peter Brook portée par des acteurs sud-africains, et décide de se lancer dans le métier d'acteur, entrant au cours Florent en 2012.
Repéré par André Téchiné lors d'un casting pour son film Quand on a 17 ans, tourné en 2015, Corentin Fila y joue un des rôles principaux, Thomas, lycéen le jour, éleveur le soir, aux côtés de Kacey Mottet-Klein (Damien) et Sandrine Kiberlain (Marianne).
Il a d'ailleurs été nommé en 2017, au côté de Kacey Mottet-Klein, pour le César du meilleur espoir masculin dans Quand on a 17 ans.

### Vie privée
Corentin Fila est actuellement en couple avec l’actrice belgo-grecque Daphné Patakia.

## Filmographie

### Cinéma

#### Longs métrages
- 2016 : Quand on a 17 ans d'André Téchiné : Thomas
- 2017 : Patients de Grand Corps Malade et Mehdi Idir : un des basketteurs
- 2017 : Jalouse de David et Stéphane Foenkinos : Félix
- 2018 : Mes provinciales de Jean Paul Civeyrac : Mathias
- 2018 : Volontaire d'Hélène Fillières : l'enseigne de vaisseau Dumont
- 2020 : De l'or pour les chiens d'Anna Cazenave Cambet : Jean
- 2021 : Les Fantasmes de David et Stéphane Foenkinos : l'infirmier
- 2022 : Selon la police de Frédéric Videau : le flic lisse et amoureux
- 2022 : Le Soleil de trop près de Brieuc Carnaille : Ousmane
- 2024 : Continente de Davi Pretto : Martin

#### Courts métrages
- 2020 : La Place du mort de Victor Boyer (court-métrage) : Alphonse
- 2024 : Ceci est mon coeur de Nicolas Blies et Stéphane Hueber-Blies

### Télévision

#### Séries télévisées
- 2017 : La Vie devant elles de Gabriel Aghion : Fadi (6 épisodes)
- 2019-2021 : Mortel créé par Frédéric Garcia : Dieu Obé (12 épisodes)
- 2020 : Possessions de Thomas Vincent : Alex (4 épisodes)
- 2022 : Notre-Dame, la part du feu de Hervé Hadmar (mini-série) : sergent-chef Taupin (6 épisodes)
- 2023 : Irrésistible d'Antony Cordier et Laure de Butler : Trésor (6 épisodes)
- 2023-2025 : Escort Boys de Ruben Alves : Zack (12 épisodes)
- 2024 : La Maison : Solal Batetana (8 épisodes)
- 2024 : Wolf Hall de Peter Kosminsky (mini-série) : Christopher (5 épisodes)